# Tanysiptera carolinae
Tanysiptera carolinae е вид птица от семейство Halcyonidae. Видът е почти застрашен от изчезване.

## Разпространение
Видът е разпространен в Индонезия.